# Opalenie

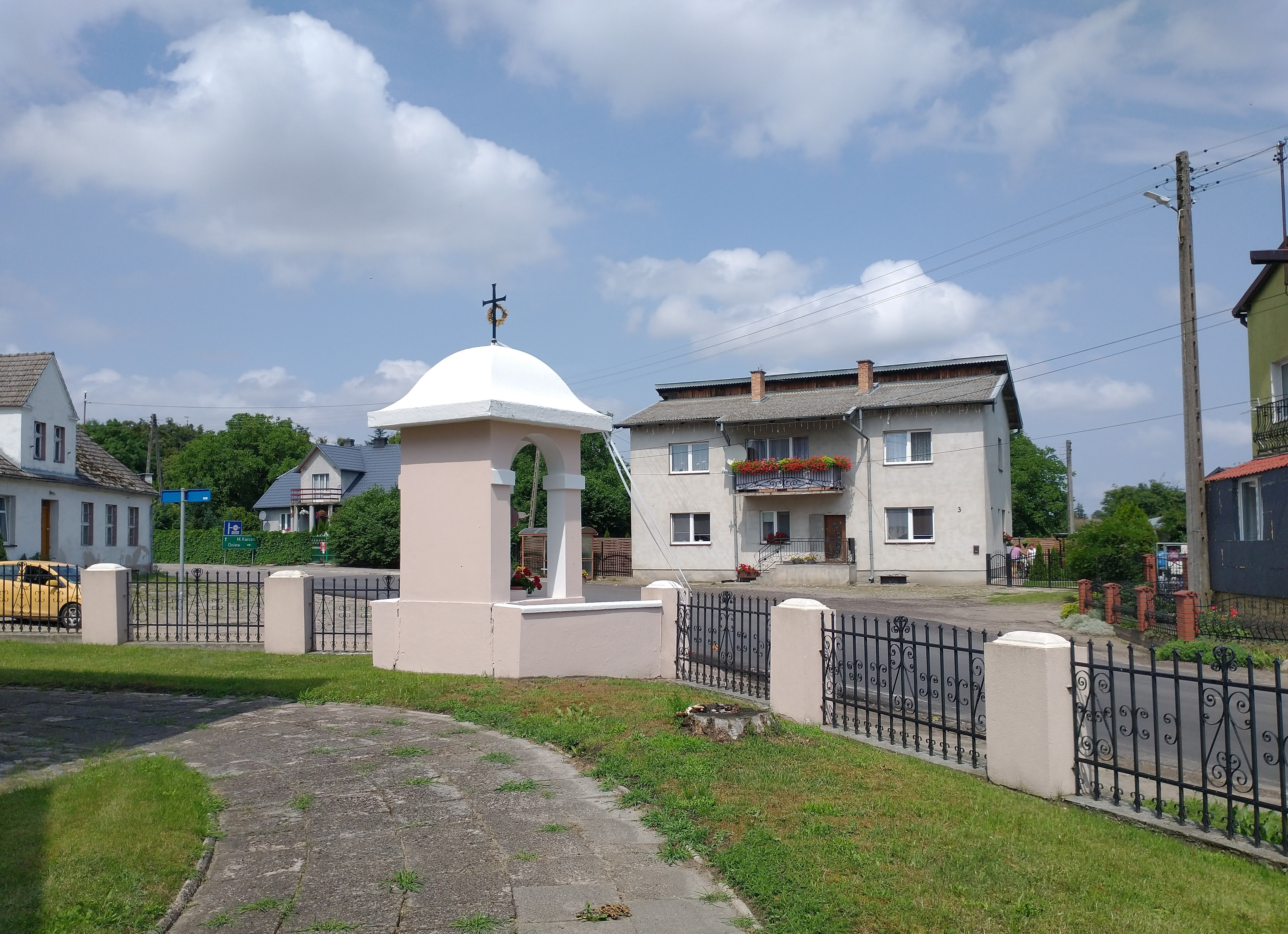
Fragment centrum wsi

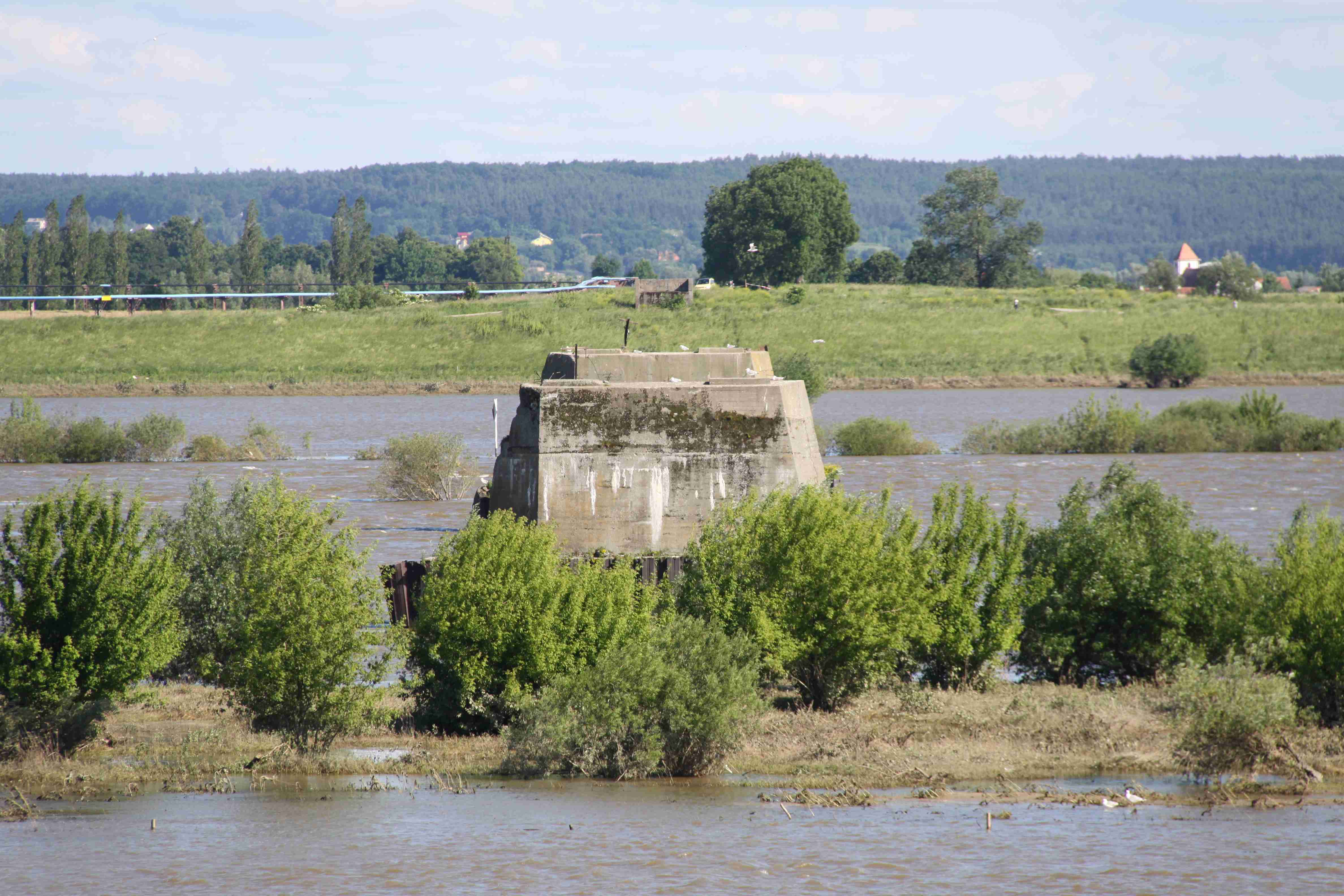
Ruiny mostu na Wiśle

Opalenie – wieś kociewska w Polsce, położona w województwie pomorskim, w powiecie tczewskim, w gminie Gniew.
Wieś położona u zbiegu dróg krajowych nr 90 i 91. Stanowi sołectwo Opalenie, w którego skład wchodzą również miejscowości: Aplinki, Na Piaskach, Pod Górami i Osady. Na południe od Opalenia znajdują się bezpośrednio nad brzegami Wisły rezerwaty florystyczne Wiosło Duże i Wiosło Małe. Dwa inne rezerwaty florystyczne (Opalenie Dolne i Opalenie Górne) znajdują się na wschód od miejscowości.
W latach 1934–1954 i 1973–1976 miejscowość była siedzibą gminy Opalenie. W latach 1954–1972 wieś należała i była siedzibą władz gromady Opalenie. W latach 1975–1998 miejscowość administracyjnie należała do województwa gdańskiego.
| SIMC    | Nazwa       | Rodzaj    |
| ------- | ----------- | --------- |
| 0161341 | Na Piaskach | część wsi |
| 1037703 | Osady       | część wsi |
| 0161358 | Pod Górami  | osada     |

## Historia
Do roku 1918 Opalenie znajdowało się pod administracją zaboru pruskiego. Po I wojnie światowej miejscowość wróciła do Polski. Opalenie znajdowało się na trasie strategicznej linii kolejowej, którą Niemcy zamierzali rozbudować. Linia ta miała wspierać logistycznie istniejące już połączenie (Berlin-Piła-Chojnice-Tczew-Królewiec) i służyć przede wszystkim do szybkiego przerzutu wojsk i materiału wojennego na wschód. Upadek kajzerowskich Niemiec zniweczył plany pruskiej ekspansji. Olbrzymi most w Opaleniu (ponad kilometr długości) został w 1927–1929 zdemontowany i na nowo wykorzystany w 1934, w Toruniu i Koninie. Okres 20-lecia międzywojennego był powiązany z częstymi prowokacjami niemieckiego Grenzschutzu ze wschodniego brzegu Wisły. W Opaleniu była ulokowana placówka Straży Celnej „Opalenie”. Podczas II wojny światowej most został przez Niemców prowizorycznie odbudowany (drewniana konstrukcja). Po wojnie przewozy pasażerskie odbywały się jeszcze do połowy lat 50. na trasie (Smętowo Graniczne-Opalenie).
26 lipca 2013 roku zostało otwarte w okolicach Opalenia nowe połączenie mostowe (tym razem drogowe), w ciągu drogi krajowej nr 90. Zapewnia to połączenie Kwidzyna, przez nowy most na Wiśle, z drogą krajową nr 91 w Dąbrówce i w dalszym ciągu z węzłem autostrady A1 w Kopytkowie.

## Zabytki
Według rejestru zabytków NID na listę zabytków wpisane są:
- kościół parafialny pw. św.św. Piotra i Pawła, 1773, nr rej.: A-781 z 27.10.1973, późnobarokowy, zbudowany na planie krzyża łacińskiego, z wieżą od zachodu i częściowo barokowym wystrojem.
- kościół ewangelicki z 1900, po desakralizacji zaadaptowany na szkolną salę gimnastyczną;
- zespół dworski, XVIII-XIX, nr rej.: A-780 z 27.10.1973: 
  - rokokowy dwór z II poł. XIX w., piętrowy, z pilastrami w elewacjach i półowalnym frontonem nad fasadą[9].
  - park.